# Facel Vega FV
La Facel Vega FV è un'autovettura di lusso prodotta dal 1955 al 1958 dalla casa automobilistica francese Facel Vega.

## Storia e profilo
La gestazione della FV cominciò alcuni anni prima della nascita della Casa stessa. Già alla fine del 1951, infatti, il futuro fondatore della Casa francese, Jean Daninos, disegnò un primo prototipo, che venne subito dopo realizzato fisicamente e fu testato su strada nei primi mesi del 1952. Via via, tale prototipo fu sempre più perfezionato meccanicamente, e gli allestimenti vennero resi sempre più lussuosi.
Una prima presentazione alla stampa avvenne il 29 luglio 1954, ma la presentazione ufficiale avvenne nell'ottobre dello stesso anno.
La commercializzazione vera e propria cominciò invece nel febbraio 1955.

### FV

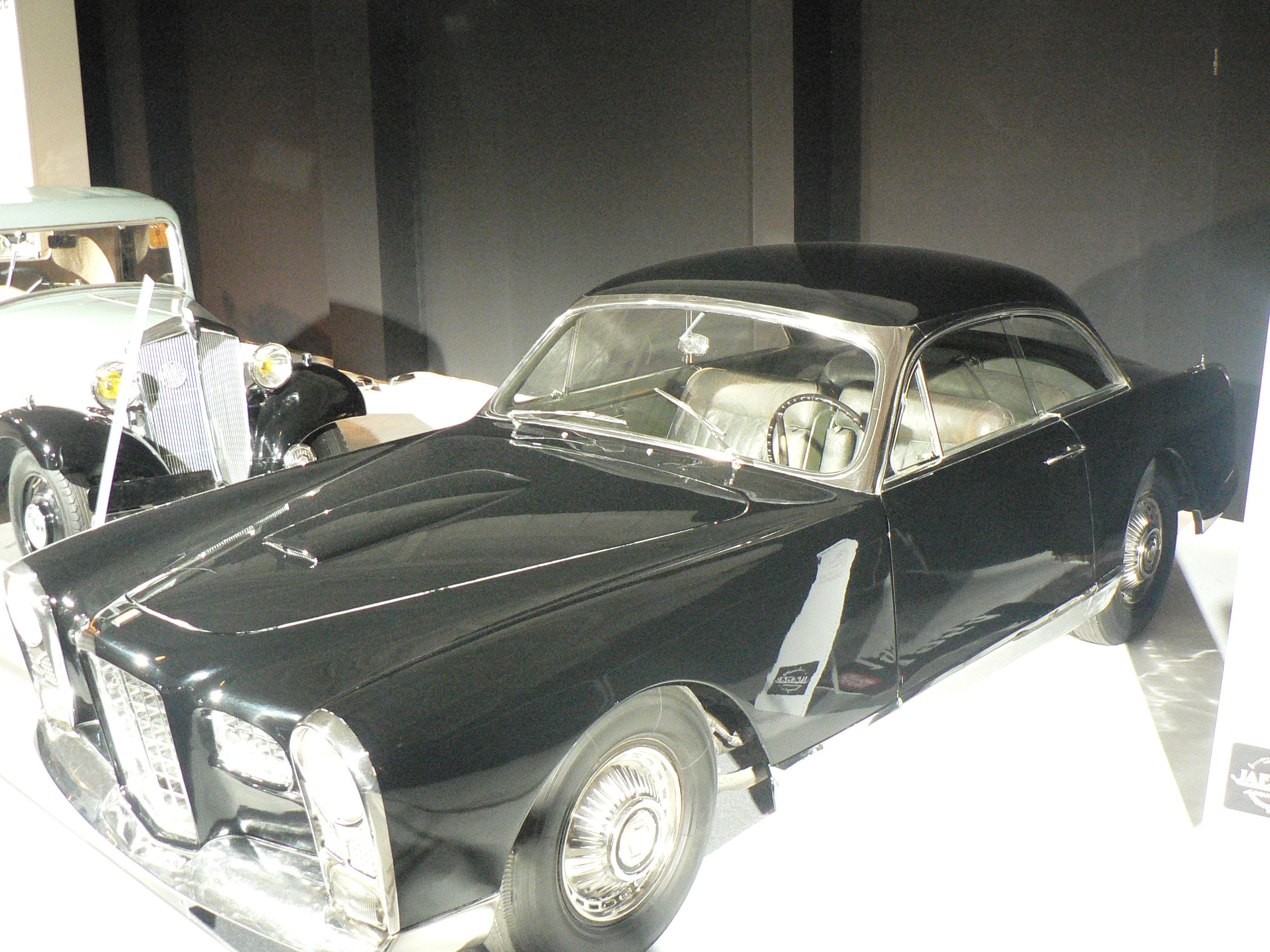
Uno dei primi 13 esemplari

La FV era una coupé di lusso con corpo vettura a tre volumi. Era nel complesso molto raffinata, potente e veloce. Le sue dimensioni imponenti erano mascherate da una linea grintosa, elegante, dinamica e dal baricentro basso.
Il frontale proteso in avanti dava l'idea di una vettura pronta ad aggredire l'asfalto, mentre la coda era caratterizzata da un accenno di pinne all'estremità delle quali campeggiavano i piccoli fari posteriori.
Il motore montato dalla FV era un motore V8 Chrysler, come del resto lo era su tutte le Facel Vega, a eccezione delle Facellia, Facel III e VI; in particolare, tale motore equipaggiava alcuni modelli marchiati DeSoto, una Casa americana appartenente alla Chrysler stessa.
Si trattava di un V8 da 4528 cm³, con distribuzione a valvole in testa, mosse da aste e bilancieri. La potenza massima era di 180 CV a 4400 giri/min.
La trasmissione prevedeva una frizione monodisco a secco e il cambio poteva essere, a scelta, manuale a 4 marce oppure automatico a 2 poi 3 rapporti.
L'impianto frenante era invece meno convincente, a causa dell'adozione di freni a tamburo sulle quattro ruote.
Le sospensioni anteriori erano a ruote indipendenti, con molle elicoidali e ammortizzatori telescopici idraulici. Il retrotreno era invece ad assale rigido, anch'esso con ammortizzatori idraulici telescopici.
La FV raggiungeva una velocità massima di 172 o 194 km/h, a seconda che si scegliesse un cambio rispettivamente con rapporti corti o lunghi.
La produzione della FV durò solo due mesi, durante i quali fu prodotta in appena 13 esemplari, tutti con carrozzeria coupé.

## Evoluzione

### FV1

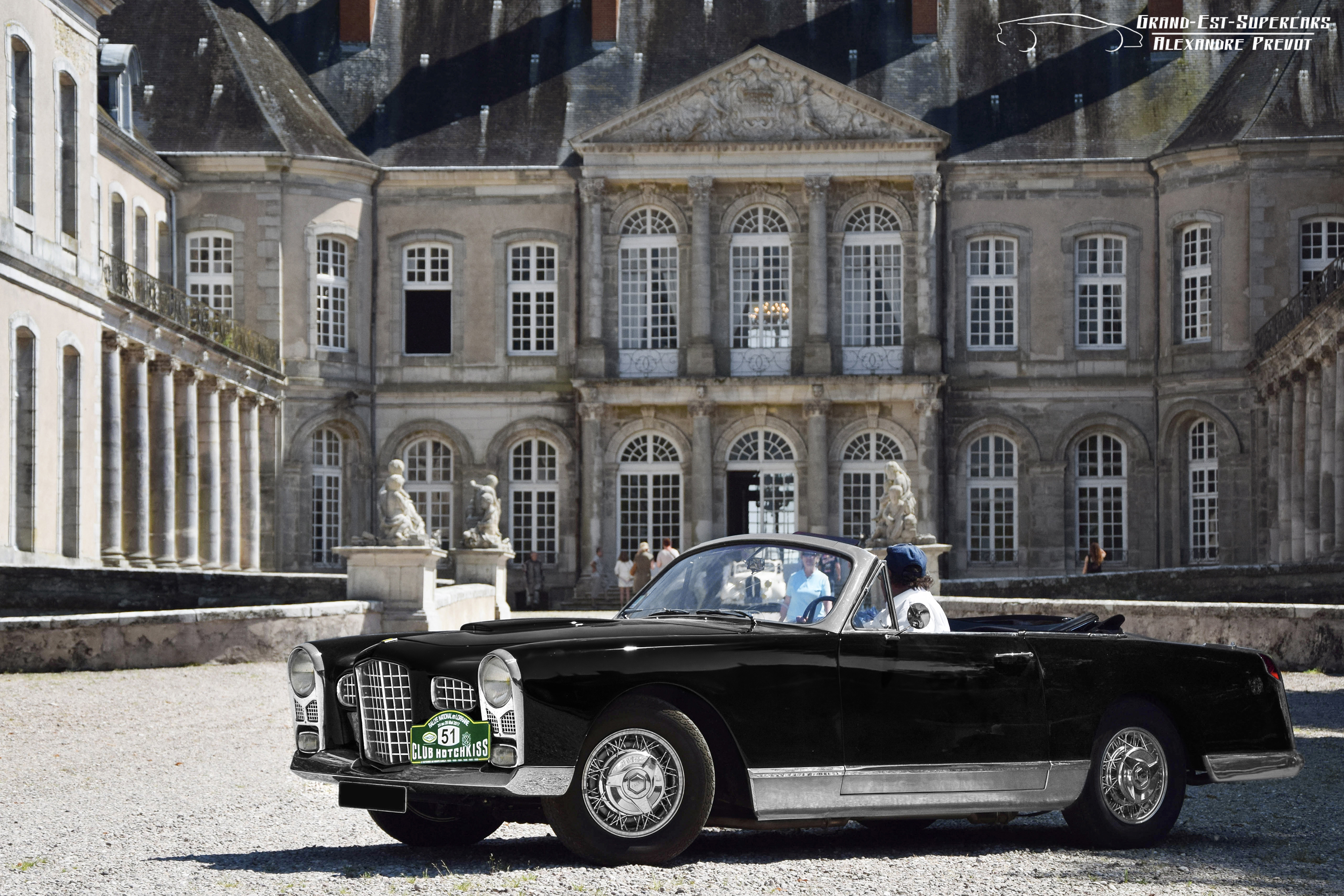
Facel Vega FV1 cabriolet

Nell'aprile del 1955, infatti era già pronta al lancio la FV1, prima variante della FV, le cui novità più sostanziali erano sotto il cofano motore, dove ora pulsava un motore da 4770 cm³, in grado di erogare 200 CV di potenza massima allo stesso regime di prima. La velocità massima era di 198 km/h.
La FV1 fu prodotta fino al novembre del 1955 in 32 esemplari, di cui 7 con carrozzeria cabriolet.

### FV2
Nel mese di novembre del 1955 fu lanciata la FV2, nuova variazione sul tema FV. La FV2 vide innalzarsi il rapporto di compressione e beneficiò di un carburatore più prestante. Grazie a queste modifiche, la potenza massima salì a 250 CV, sempre a 4400 giri/min e la velocità massima salì a 202 km/h.
La FV2 fu venduta in 30 esemplari, quasi tutti con carrozzeria coupé, tranne uno che era cabriolet. Fu commercializzata fino al marzo 1956.

### FV2B
Alla FV2 subentrò la FV2B, altra variante su base FV, che beneficiò di un nuovo motore da 5413 cm³ in grado di erogare 285 CV di potenza massima. La velocità massima, però, in questo caso peggiorò leggermente, portandosi a 198 km/h, stesse prestazioni della FV1.
Anche questa evoluzione fu commercializzata per poco tempo, fino al novembre del 1956. Fu realizzata in 73 esemplari.

### FV3
Dal novembre 1956 al luglio 1957 fu commercializzata la FV3, che riprese la meccanica della prima FV, ma migliorata in maniera da raggiungere 200 CV di potenza massima. Le prestazioni erano analoghe a quelle della FV1 di pari potenza.

### FV3B

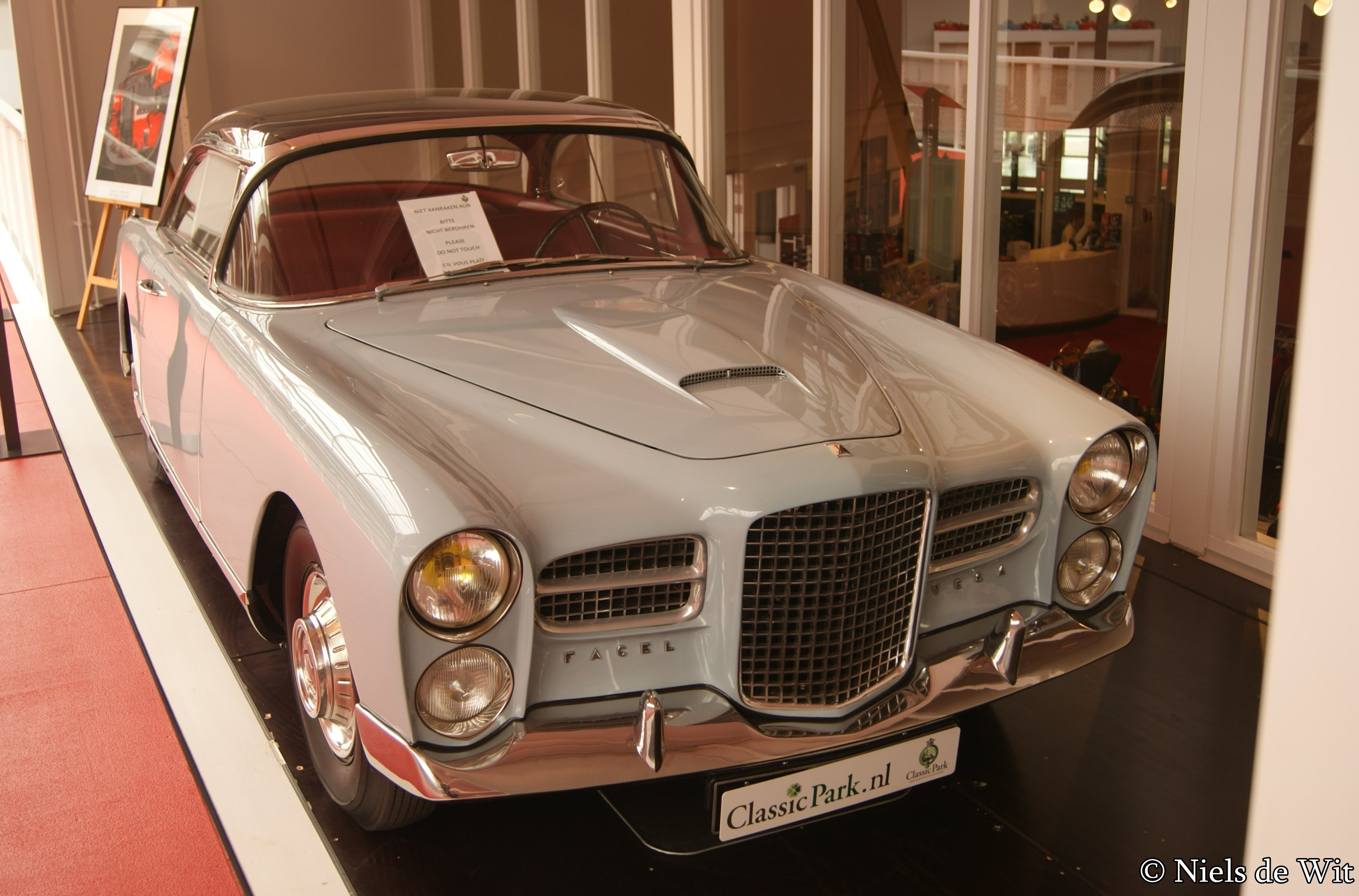
Facel Vega FV3B

Ma già nel mese di marzo del 1957, quando ancora la FV3 era in commercio, fu lanciata la FV3B, nuova variazione sul tema FV, la quale era equipaggiata da un motore da 4940 cm³ in grado di erogare 253 CV a 4600 giri/min e di raggiungere la velocità massima di 203 km/h.
Fu la più venduta tra le varie versioni su base FV che si avvicendarono una dopo l'altra: ne furono infatti prodotti 91 esemplari, tutti con carrozzeria coupé. Fu tolta di produzione nel luglio del 1958.

### FV4

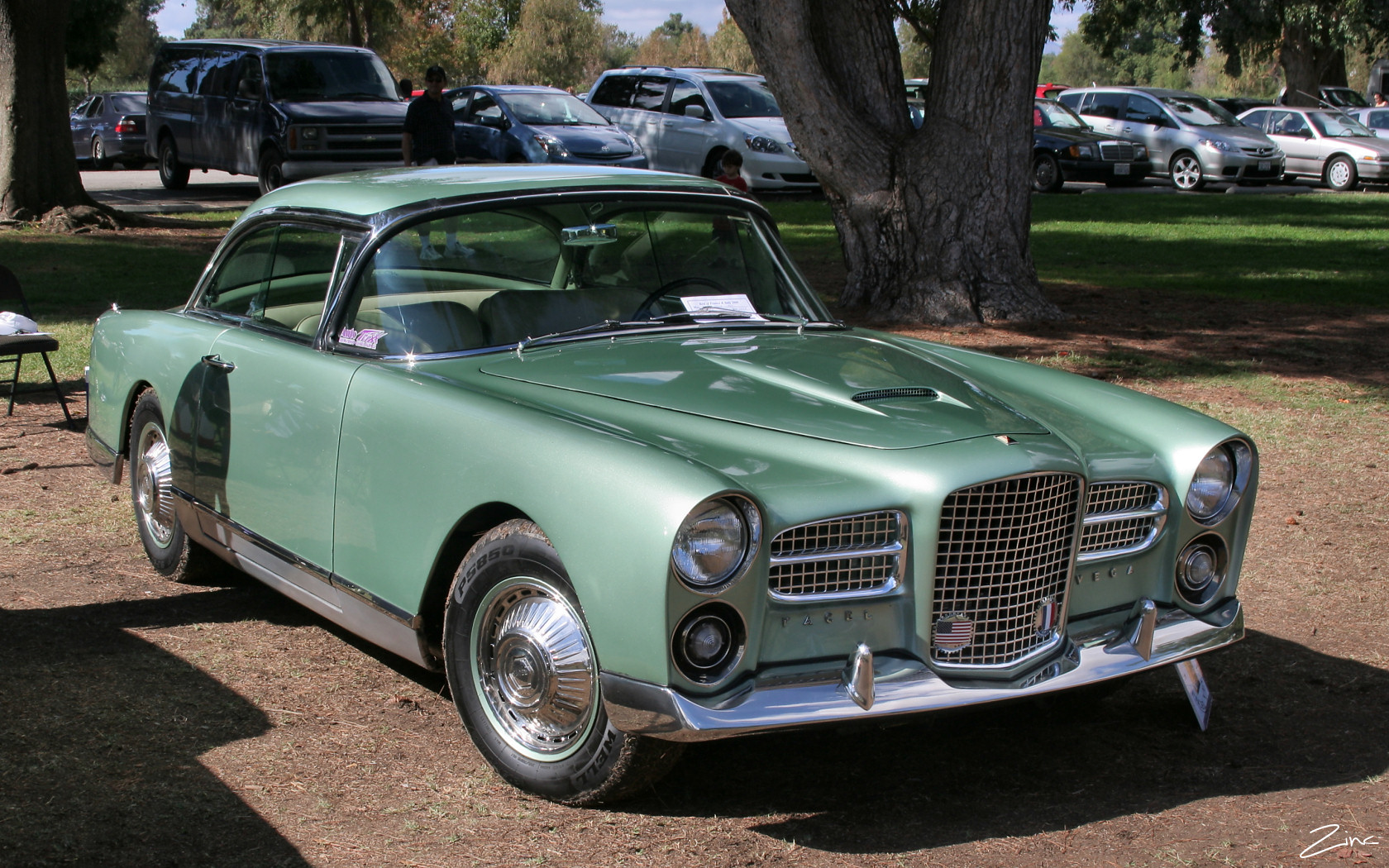
Facel Vega FV4

Contemporaneamente alla FV3B fu lanciata anche la FV4, ultima evoluzione della FV, disponibile in due motorizzazioni: la prima era da 5798 cm³ e arrivava a erogare 300 CV di potenza massima, mentre la seconda era di 6430 cm³ e sviluppava fino a 325 CV. In entrambi i casi, la velocità massima era di 229 km/h.
La FV4 fu però tolta di produzione già nel febbraio del 1958 e fu prodotta in 68 esemplari, tutti con carrozzeria coupé. La FV3 fu in pratica l'ultima delle FV prodotte e lasciò la sua eredità alla HK 500.